# Кочегуровка (Липецкая область)
Кочегуровка — деревня в Добринском районе Липецкой области России.
Входила в состав Павловского сельсовета, с 2016 года входит в состав Новочеркутинского сельсовета.

## География
Расположена на берегу реки Пловутка. На юге вплотную примыкает к селу Павловка.
Одна улица — Кочегуровская.

## Население
| 2010 |
| ---- |
| 93   |